# Karl Deres
Karl Deres (* 13. Februar 1930 in Sinzig; † 27. März 2007 ebenda) war ein deutscher Politiker.

## Leben
Karl Deres besuchte 1936 bis 1940 die Volksschule Sinzig in Rheinland-Pfalz und 1940 bis 1949 das Kurfürst-Salentin-Gymnasiums in Andernach und absolvierte danach eine Lehre bei der Deutschen Bank. 1954 bis 1958 wechselte er auf die Universität Köln und schloss sein Studium als Diplom-Handelslehrer ab. Er war seit 1954 Mitglied der katholischen Studentenverbindung A.V. Tuisoncia (Königsberg) Bonn. Er legte 1958 die erste und, nach dem Referendariat als Lehramtskandidat und Handelsoberlehrer an den kaufmännischen Bildungsanstalten der Stadt Bonn, das zweite Staatsexamen ab. Bevor er in die Landes- und Bundespolitik wechselte, war er als Studiendirektor an der Berufsbildenden Schule im Kreis Ahrweiler tätig.
Nach dem Ende seiner Parlamentarischen Arbeit und dem Ausscheiden aus dem Bundestag zog er sich aus der aktiven Politik zurück.

## Politik
Karl Deres trat 1960 in die CDU ein und übernahm 20 Jahre Aufgaben im Sinziger Kreisverband. Er war dort von 1969 bis 1981 stellvertretender und dann bis 1989 dann erster Kreisvorsitzender.
Auf Kommunaler Ebene vertrat er seine Partei im Kreistag. Diesem gehörte er in der Zeit von 1969 bis 1994 an und war zudem von 1974 bis 1980 Kreisdeputierter und damit ehrenamtlicher Stellvertreter des Landrats.
Er gehörte von 1975 bis 1980 dem Rheinland-Pfälzischen Landtag an. Dorthin wurde er über seinen Wahlkreis gewählt.
Von 1980 bis 1994 war er vier Wahlperioden Mitglied des Deutschen Bundestages. Er wurde für die CDU über ein Direktmandat in Rheinland-Pfalz gewählt. Er folgte dem im selben Wahlkreis gewählten Johann Peter Josten. Karl Deres gehörte unter anderem dem Haushaltsausschuss an. In dem Unterausschuss für die Rechnungsprüfung war er bis zum Ende seiner parlamentarischen Arbeit Vorsitzender. Er verfolgte den Umzug des Bundestages von Bonn in die neue Hauptstadt Berlin kritisch und war ein entschiedener Gegner dieser Maßnahme.
Sein Nachlass befindet sich im Archiv für Christlich-Demokratische Politik der Konrad-Adenauer-Stiftung in Sankt Augustin.